# Feliks Matyjaszkiewicz
Feliks Matyjaszkiewicz (ur. 22 marca 1913 w Warszawie, zm. 2 października 2007 w Folkestone) – polski scenograf, członek Związku Artystów Scen Polskich.
Urodził się w warszawskim Starym Mieście przy ul. Piekarskiej 6. Był autorem witraży w kościele pruszkowskim. W 1936 r. ukończył Akademię Sztuk Pięknych w Warszawie. Po wybuchu II wojny światowej uczestniczył w polskich działaniach obronnych września 1939 r.; przebywał w obozach w Rumunii, Francji i Hiszpanii, po czym przedostał się do Londynu. Odznaczony został przez gen. Władysława Andersa Krzyżem Walecznych. Wraz z żoną Jadwigą, z domu Prussak, uczestniczył w tworzeniu londyńskiego Teatru "POSK" (Polskiego Ośrodka Społeczno-Kulturalnego); był autorem kostiumów i scenografii.
11 listopada 1984 Prezydent Polski na uchodźstwie Edward Raczyński odznaczył go Krzyżem Kawalerskim Orderu Odrodzenia Polski za wieloletnią pracę dla rozwoju teatru polskiego na emigracji.